# Carl Schmahl
Carl Schmahl (* 18. Mai 1870 in Frei-Laubersheim im Landkreis Bad Kreuznach; † 18. April 1947 in Wiesbaden) war ein deutscher Jurist und Präsident des Landgerichts Wiesbaden.

## Leben
Nach dem Abitur studierte Carl Schmahl Rechtswissenschaften an der Justus-Liebig-Universität Gießen, wo er am 9. Juni 1891 die erste juristische Staatsprüfung bestand. An der Universität Darmstadt legte er am 18. Dezember 1895 das Zweite juristische Staatsexamen ab. Er engagierte sich politisch, war Mitglied der konservativen Deutschnationalen Volkspartei und als solcher in der Stadtverordnetenversammlung Gießen (1919–1930) und im Kreistag Gießen (1919–1925). Von 1926 bis 1935 war er Mitglied des Provinzialausschusses für die Provinz Oberhessen.
Als Landgerichtsrat wurde er am 1. Juni 1928 zum Landgerichtsdirektor am Landgericht Neuenhagen befördert, war dort Vorsitzender einer Zivil- und Strafkammer und übte die Funktion des ständigen Vertreters des Präsidenten aus.
Zum 1. September 1935 wurde er in den Ruhestand (Altersgrenze) versetzt, jedoch kriegsbedingt wieder zum Dienst herangezogen. Vom 6. Mai 1940 bis zum 1. März 1944 war er Landgerichtsdirektor und Vorsitzender einer Zivilkammer beim Landgericht Wiesbaden. Nach dem Zweiten Weltkrieg wurde seine Pensionszeit erneut unterbrochen und durch die Bezirksmilitärregierung wurde er am 3. Oktober 1945 zum Präsidenten des Landgerichts Wiesbaden ernannt. Das Amt übte er bis zu seinem Tod am 18. April 1947 aus.

## Öffentliche Ämter
- 1919–1935: Richter am Versorgungsgericht für die Provinz Oberhessen
- 1924–1935: Gesamtkirchenvorstand Gießen
- 1925–1933: Hessischer Evangelischer Landeskirchentag in Darmstadt[1].
- 1934–1936: Disziplinarhof beim Oberlandesgericht Darmstadt